# Joséphine Ndagnou
Joséphine Ndagnou (sinh năm 1964) là một đạo diễn và nữ diễn viên truyền hình người Cameroon.

## Đời sống
Ndagou làm giám đốc cho Đài phát thanh truyền hình Cameroon trong 15 năm. Bà ấy đã hành động trong một số telefilms, bao gồm Japhet và Ginette và L'étoile de Noudi [Ngôi sao của Noudi], khiến cô ấy nổi tiếng dưới bút danh Ta Zibi. Năm 2007, cô đã viết, đạo diễn, sản xuất và đóng vai chính trong một bộ phim truyện, Paris Or nothing, trong đó miêu tả một người tị nạn trẻ bị ép làm gái mại dâm và đấu tranh để sinh tồn ở châu Âu.

## Đóng phim
Là đạo diễn
- Paris a Tout Prix [Paris Hoặc không có gì]. Phim truyện, 2007.

Là diễn viên
- Chuyến đi cuối cùng, dir. Jean-Marie Téno. Phim ngắn, 1990. Phim ngắn.
- Les Saignantes [Những người chảy máu], dir. Jean-Pierre Bekolo. Phim truyện, 2005.